# Australian Professional Championship 1969
Die Australian Professional Championship 1969 war ein professionelles Snookerturnier zur Ermittlung des nationalen Profimeisters Australiens, das im Juli 1969 im Junior Rugby League Club in Sydney ausgetragen wurde. Warren Simpson verteidigte seinen Titel in einer Neuauflage des Vorjahresendspiels gegen Eddie Charlton.

## Turnierverlauf
Am Turnier nahmen fünf Spieler teil, neben Simpson und Charlton auch Norman Squire, Alan McDonald und Rex King. Dass Turnier startete mit einer Gruppenphase mit allen Teilnehmern, bei der alle Gruppenspiele im Modus Best of 9 Frames stattfanden, deren Ergebnisse aber unvollständig sind. Am Ende zogen die beiden Gruppenbesten Charlton und Simpson in eine nächste Runde ein, in der sie nochmals aufeinander trafen und so den Turniersieger bestimmten. Simpson prägte das Spiel und gewann mit 8:3.
| Finale: Best of 15 Frames Junior Rugby League Club, Sydney, Australien, 23. Juli 1969 |                |                |
| Warren Simpson                                                                        | 8:3            | Eddie Charlton |
| 32:67, 84:42, 63:54, 89:24, 70:56, 62:47, 100:24, 29:73, 64:34, 53:57, 84:25          |                |                |
| –                                                                                     | Höchstes Break | –              |
| –                                                                                     | Century-Breaks | –              |
| –                                                                                     | 50+-Breaks     | –              |